# استاکول
آستاكل یک منطقهٔ مسکونی در ایران است که در دهستان آب‌بر واقع شده‌است. براساس سرشماری مرکز آمار ایران در سال ۱۳۹۵، آستاكل  ۸۴۷ نفر جمعیت دارد.